# Henri Jaccottet (industriel)
Pour les articles homonymes, voir Jaccottet.
Ne doit pas être confondu avec Henri-Pierre Jacottet.
Henri Jaccottet, né François Gustave Henri Jaccottet à Fleurier (Principauté de Neuchâtel) en 1808 et mort à Cluses (Haute-Savoie) le 12 mars 1883, était un industriel qui a développé l'industrie du décolletage dans la vallée de l'Arve, à Cluses, au moment de la révolution industrielle. 

## Biographie
Originaire de Fleurier, depuis 1815 dans le canton de Neuchatel, en Suisse, il a suivi une formation de mécanicien, dans un secteur actif sur le plan horloger depuis 1730. Fils de pasteur, il a dû abjurer sa religion pour épouser une fille de Cluses, et deviendra maire de la ville de 1853 à 1858, où une rue porte son nom. 
Installée sous le « roc de Chessy », à un endroit où la vallée se resserre, son usine utilisait la force motrice de l'Arve. Il a récupéré les bâtiments de la Manufacture  de coton de Cluses, fondée en 1816 par Louis Alexis Jumel, un ancien de la Manufacture de coton d'Annecy. Le site était devenu une fabrique de boites à musique créée par Armand et Jean-Marie Rossel, deux négociants suisses. En 1838, Henri Jaccottet s'associe à eux. La nouvelle maison de commerce Rossel-Jacottet et Cie installa alors sur le site de Cluses une fabrique de « verres chevés », pour faire des verres de montres.
Jean-Marie Rossel meurt le 18 octobre 1842 et Henri Jaccottet lui succède à la tête de l'entreprise, pour fabriquer des pignons de montres, par étirage d'acier. Lié avec l'établisseur de Cluses Lambert Dancet, il étire, découpe et taille des roues de montre. Jaccottet est un technicien compétent. Il gagne plusieurs prix à Turin et Gênes dans la deuxième partie des années 1840. L'usine emploie 60 ouvriers en 1848 et fabrique 2 000 douzaines de glaces de montre par mois.
Henry Jaccottet s'associe en 1848 avec Louis Carpano, un jeune piémontais de Biella qui vient d'achever ses études à l'école d'horlogerie de Cluses et ils créent un atelier pour l’étirement de l’acier à pignons et commencent à produire des dents d’engregage. 
Après avoir été élu maire de Cluses de 1853 à 1858, en 1864, il crée un « cercle des horlogers », qui réunit d'emblée 120 personnes.
À la fin de sa vie, Henri Jaccottet, qui n'a pas d'héritier, fait une « donation entre vifs à la ville de Cluses d'une somme de 9 000 F pour créer une salle d'asile en faveur des enfants des familles ouvrières dont les mères vivent de leur travail.